# Хиперлипидемија
Хиперлипидемија је ненормално висок ниво било ког или свих липида (нпр. масти, триглицерида, холестерола, фосфолипида) или липопротеина у крви. Иако се термин хиперлипидемија односи на сам лабораторијски налаз, он се такође користи као кровни термин који покрива било који од различитих стечених или генетских поремећаја који резултују тим налазом.
Хиперлипидемија представља подскуп дислипидемија и суперскуп хиперхолестеролемије. Хиперлипидемија је обично хронична и захтева сталну употребу лекове за контролу нивоа липида у крви.
Липиди (молекули нерастворљиви у води) се транспортују у протеинској капсули. Величина те капсуле, односно липопротеина, одређује њену густину. Густина липопротеина и врста аполипопротеина које садржи одређују судбину честице и њен утицај на метаболизам.
Хиперлипидемије се деле на примарне и секундарне подтипове. Примарна хиперлипидемија је обично узрокована генетским чиниоцима (као што је мутација у протеину рецептора), док секундарна хиперлипидемија настаје због других основних узрока као што је шећерна болес. 
Абнормалности липида и липопротеина су уобичајене у општој популацији и сматрају се променљивим факторима ризика за кардиоваскуларне болести због њиховог утицаја на атеросклерозу. Поред тога, неки облици предиспонирају акутни панкреатитис.